# Naft Tehran Football Club
O Naft Tehran Football Club é uma clube de futebol localizado em Teerã no Irã. Atualmente o clube compete na Iran Pro League, que equivale a primeira divisão nacional.
Pela primeira vez em sua história, em 2015, o clube se classificou para a Liga dos Campeões da AFC.

## Elenco atual
Atualizado em 24 de julho de 2015.
Nota: Bandeiras indicam equipe nacional, conforme definido pelas regras de elegibilidade da FIFA. Os jogadores podem ter mais de uma nacionalidade não-FIFA.
| N.º |        | Posição | Jogador            |
| --- | ------ | ------- | ------------------ |
| 1   | Irã    | G       | Alireza Beiranvand |
| 2   | Irã    | M       | Mehdi Shiri        |
| 3   | Brasil | D       | Carlos Santos      |
| 4   | Irã    | D       | Jalal Hosseini     |
| 5   | Irã    | D       | Siamak Kouroshi    |
| 6   | Irã    | M       | Alireza Ezzati ()  |
| 7   | Irã    | A       | Mehdi Momeni       |
| 8   | Irã    | M       | Hamid Bou Hamdan   |
| 9   | Irã    | M       | Arash Rezavand     |
| 10  | Irã    | M       | Vahid Amiri        |
| 11  | Irã    | A       | Payam Sadeghian    |
| 12  | Irã    | G       | Ali Mohsenzadeh    |
| 13  | Irã    | D       | Vahid Hamdinejad   |
| 14  | Irã    | D       | Saeid Lotfi        |
| 15  | Irã    | D       | Mohammad Daneshgar |

| N.º |          | Posição | Jogador               |
| --- | -------- | ------- | --------------------- |
| 16  | Irã      | M       | Alireza Sabouri       |
| 17  | Camarões | A       | Aloys Nong            |
| 22  | Irã      | D       | Reza Aliari           |
| 23  | Irã      | M       | Iman Mobali           |
| 25  | Irã      | A       | Mojtaba Haghdoust     |
| 30  | Irã      | G       | Ahmad Gohari          |
| 32  | Irã      | A       | Issa Alekasir         |
| 33  | Irã      | D       | Meysam Joudaki        |
| 40  | Irã      | G       | Vahid Sheikhveisi     |
| 70  | Irã      | M       | Abbas Bouazar         |
| 76  | Irã      | A       | Ali Ghorbani          |
| 77  | Irã      | A       | Amir Arsalan Motahari |
|     | Irã      | D       | Ali Moghtadaei        |
|     | Irã      | M       | Farid Mohammadizadeh  |
|     | Irã      | A       | Arshia Jabbari        |

## Títulos
- Azadegan League: 2009–10
- 2ª Divisão: 2008–09
- 3ª Divisão: 2005–06
- Tehran Province League: 2004–05